# Арзамас (футбольный клуб)
«Арзама́с» — российский футбольный клуб из Арзамаса. Основан в 1990 году.

## История

### 1990—е годы
В 1990—1991 годах во второй низшей лиге первенства СССР играла команда «Знамя» Арзамас, от которой некоторые источники ведут историю ФК «Торпедо»/«Арзамас».
Вместе с тем в начале 1990-х команда «Торпедо», представлявшая Арзамасский машиностроительный завод (генеральный директор завода Владимир Тюрин стал президентом клуба), выступала в чемпионате области, в 1991 году выиграла его и Кубок области, в 1991 году приняла участие также в Кубке СССР среди команд КФК. В 1992 году заявилась во вторую лигу первенства России. В 1995—1996 годах выступала в первой лиге. Лучшее достижение — 14-е место в 1995 году. В том же году команда добралась до 1/4 финала Кубка России, где проиграла «Алании» со счетом 0:3. Годом ранее дошла до 1/8 финала, где уступила московскому «Динамо» — 0:2. По ходу сезона 1999 года во втором дивизионе команда сменила название на «Арзамас». По окончании сезона-1999 клуб был расформирован.
Имеются сведения о победе команды «Торпедо» в чемпионате и кубке области 1994 года.

#### Статистика выступлений
| Сезон | Название команды | Лига/Дивизион                | Зона        | Место    | И  | В  | Н  | П  | Мячи   | О  | Кубок | Кубок | Примечания           |
| ----- | ---------------- | ---------------------------- | ----------- | -------- | -- | -- | -- | -- | ------ | -- | ----- | ----- | -------------------- |
| 1992  | Торпедо          | Вторая лига                  | 4           | 4 из 20  | 38 | 19 | 10 | 9  | 58-39  | 48 | 1/256 | 1/256 |                      |
| 1993  | Торпедо          | Вторая лига                  | 3           | из 18    | 34 | 22 | 8  | 4  | 62 −22 | 52 | 1/8   | 1/8   |                      |
| 1994  | Торпедо          | Вторая лига                  | Центр       | из 17    | 32 | 23 | 2  | 7  | 60-31  | 48 | 1/4   |       | Выход во Первую лигу |
| 1995  | Торпедо          | Первая лига                  | Первая лига | 14 из 22 | 42 | 17 | 6  | 19 | 60-67  | 57 | 1/4   | 1/64  |                      |
| 1996  | Торпедо          | Первая лига                  | Первая лига | 18 из 22 | 42 | 15 | 5  | 22 | 47-64  | 50 | 1/32  | 1/32  | Вылет во Вторую лигу |
| 1997  | Торпедо          | Вторая лига/ Второй дивизион | Центр       | 6 из 21  | 40 | 18 | 8  | 14 | 58-44  | 62 | 1/256 | 1/256 |                      |
| 1998  | Торпедо          | Вторая лига/ Второй дивизион | Поволжье    | 5 из 19  | 36 | 17 | 9  | 10 | 52 −37 | 60 | 1/128 | 1/128 |                      |
| 1999  | Торпедо; Арзамас | Вторая лига/ Второй дивизион | Поволжье    | 18 из 18 | 34 | 8  | 4  | 22 | 32-57  | 28 | 1/256 | 1/256 | Расформирован        |

### После 1999 года
В 2002—2004 годах в первенстве МФС «Приволжье» КФК/ЛФЛ принимала участие команда «Дружба» — серебряный (1996) и бронзовый (1998) призёр чемпионата и обладатель кубка области 1999 (участник региональных первенств в 1995—2001, 2005 годах).
В дальнейшем в городе клуб областного уровня отсутствовал. В 2008—2009 годах в первенствах южных районов области, а также в открытом первенстве Арзамаса и Арзамасского района, играли команды «Дружба», «ТДД-Дружба», «Темп» и другие. В 2010 году была «воссоздана „единая“ „общегородская команда“», которая была заявлена в высшую лигу чемпионата Нижегородской области под названием «Дружба-ТДД». Команду стал курировать спорткомитет города, спонсором стала сеть магазинов «Товары для дома». В чемпионате 2010 года заняла 7-е место из 12.
С 2011 года команда стала называться ФК «Арзамас». Результаты в чемпионате/первенстве области: 2011 — 11-е место из 12, 2012 — 8-е место из 16 в первой лиге, 2013 — 3-е место из 14 в первой лиге, 2014 — 5-е место из 11, 2015 — 8-е из 10. По итогам сезонов 2016 и 2017 «Арзамас» занимал последнее место в чемпионате области (10-е и 11-е, соответственно). В ряде сезонов в первой, второй лигах и первенствах южных районов играли также команды «Дружба-ТТД-юниор», «Арзамас-Д», «Рубин-Арзамас-Д» (Ардатов).
В апреле 2018 года клуб вошёл в структуру переехавшего в Арзамас пешеланского «Шахтёра», превратившись в его дублирующий состав. «Шахтёр-Д» сезоны 2018 и 2019 годов провёл в первой лиге первенства Нижегородской области.
В 2020 году «Шахтёр» объединился с победителем Первой лиги-2019 «Атлантом» Шатки, «Шахтёр-Д» вновь обрёл название «Арзамас» и значился среди участников первой лиги областного первенства (но в 2020 году состоялся только чемпионат высшей лиги). В 2021 и 2022 годах «Арзамас» — участник первой лиги (в 2022 году высшую и первую лиги команды образовывали на втором этапе), в сезоне 2023 года на втором этапе играл в высшей лиге.

## Главные тренеры
- 1992—1995: Дергач, Владимир Леонидович
- 1996, 1998, 2001—2009: Тихонов, Валерий Викторович
- 1996—1997: Синау, Валерий Николаевич
- 1998: Инютин, Владимир Владимирович
- 1999: Камардин, Юрий Викторович
- 1999: Платонычев, Александр Владимирович